# Tresor d'Eberswalde

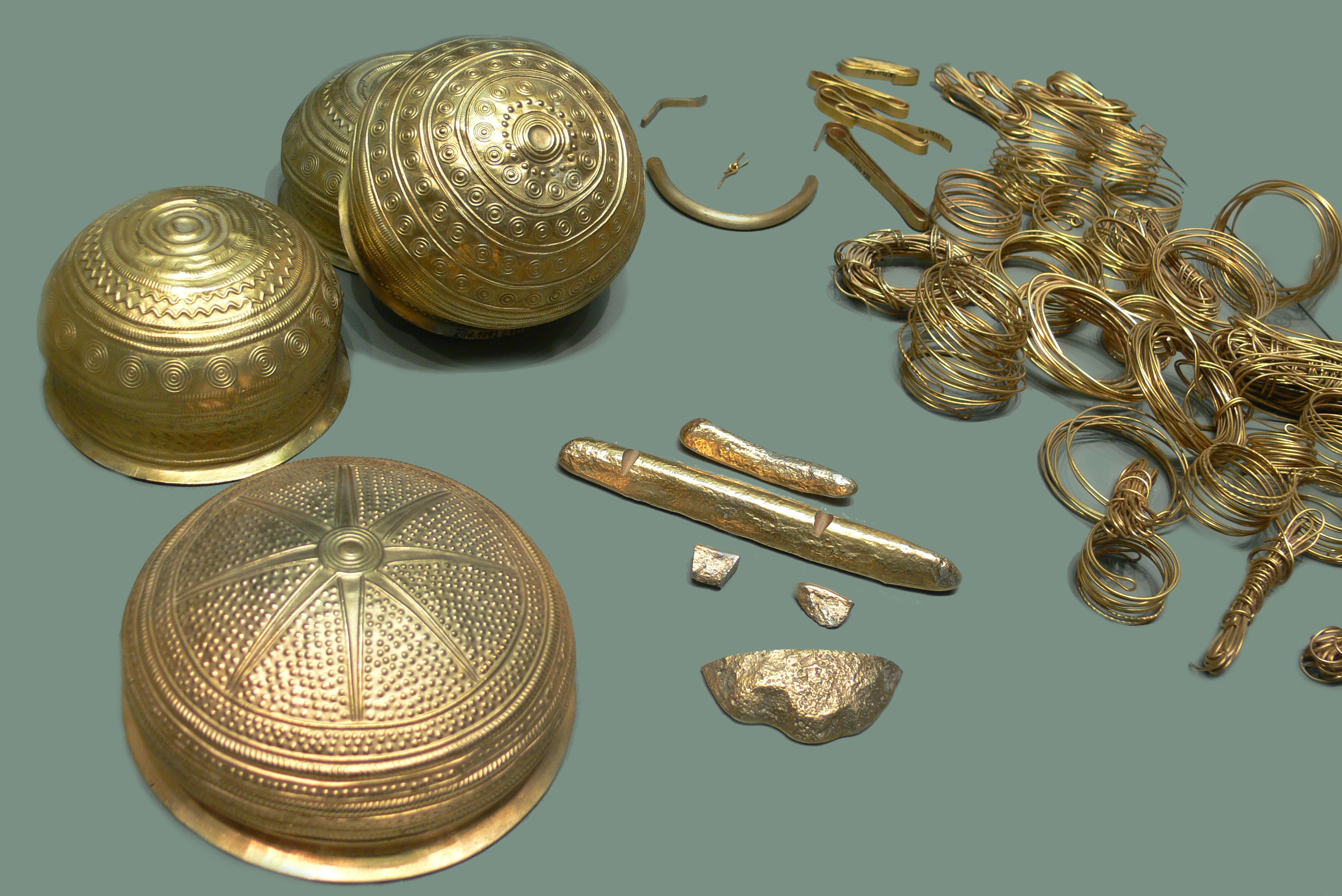
Rèpliques del Tresor d'Eberswalde al Museum für Vor- und Frühgeschichte, Berlín

El Tresor d'Eberswalde (alemany: Eberswalder Goldschatz o Goldfund von Eberswalde) és un tresor de l'edat del bronze que consta de 81 objectes d'or, i té un pes total de 2,59 kg. El conjunt prehistòric d'objectes d'or més gran mai trobat a Alemanya es considera una de les troballes més importants de l'edat del bronze d'Europa Central. Hui es troba a Rússia, formant part del grup d'artefactes i obres d'art saquejats d'Alemanya al final de la Segona Guerra Mundial.

## Descobriment
El tresor fou descobert un metre per sota de la superfície del sòl el 16 de maig del 1913, durant les excavacions per a construir una casa en els terrenys d'una fàbrica de llautó de Finow (Oberbarnim), a prop d'Eberswalde a Brandenburg. El supervisor de la fàbrica avisà a Carl Schuchhardt, director del Departament de Prehistòria dels Museus Reials de Berlín, que dugué el tresor al museu.

## Descripció
El tresor estava dipositat en un recipient globular amb tapadora. Hi havia vuit bols d'or, que contenien altres 73 objectes d'or. Els bols eren atuells prims revestits d'or amb molta decoració. Altres objectes n'eren anells per al coll, polseres i espirals de braç de 60 fils. A més a més, 55 espirals dobles estaven embullades en grups. Un lingot d'or, una peça de metall amb forma de gresol i dues peces més menudes devien ser la matèria primera per a la producció d'aquests objectes. El tresor pertany a l'estil orfebre conegut com a tipus Villena, perquè s'assembla al del Tresor de Villena.

## Origen, datació
Es creia que aquest tresor eren mercaderies d'un comerciant. Les recerques més recents suggereixen que tenia importància religiosa. El tresor ha estat datat del segle IX abans de la nostra era.

## Història posterior
Després de la Segona Guerra Mundial, al 1945, el tresor d'Eberswalde va desaparéixer del Museu de Berlín, juntament amb l'anomenat "Tresor de Príam". La sospita que l'Exèrcit Roig podria haver eliminat les dues troballes fou negada pels soviètics durant dècades. Quan el president rus Borís Yeltsin admeté que el "Tresor de Príam" estava en mans russes, les autoritats deixaren de negar que també s'havien apoderat del Tresor d'Eberswalde. El 2004, un reporter de la revista alemanya Der Spiegel el va situar en un dipòsit secret dins del Museu Puixkin de Moscou. Alemanya ha sol·licitat la devolució dels materials i el problema ha provocat tensions entre els governs alemany i rus. Les reproduccions del tresor s'exposen al Museum für Vor- und Frühgeschichte de Berlín i en el Stadt- und Kreismuseum d'Eberswalde. La rèplica d'Eberswalde és de l'orfebre local Eckhard Herrmann.

## Galeria
Comparança d'un dels bols d'Eberswalde amb un altre dels coetanis d'Axtroki de Bolívar (Guipúscoa) i del Tresor de Villena (Alacant)

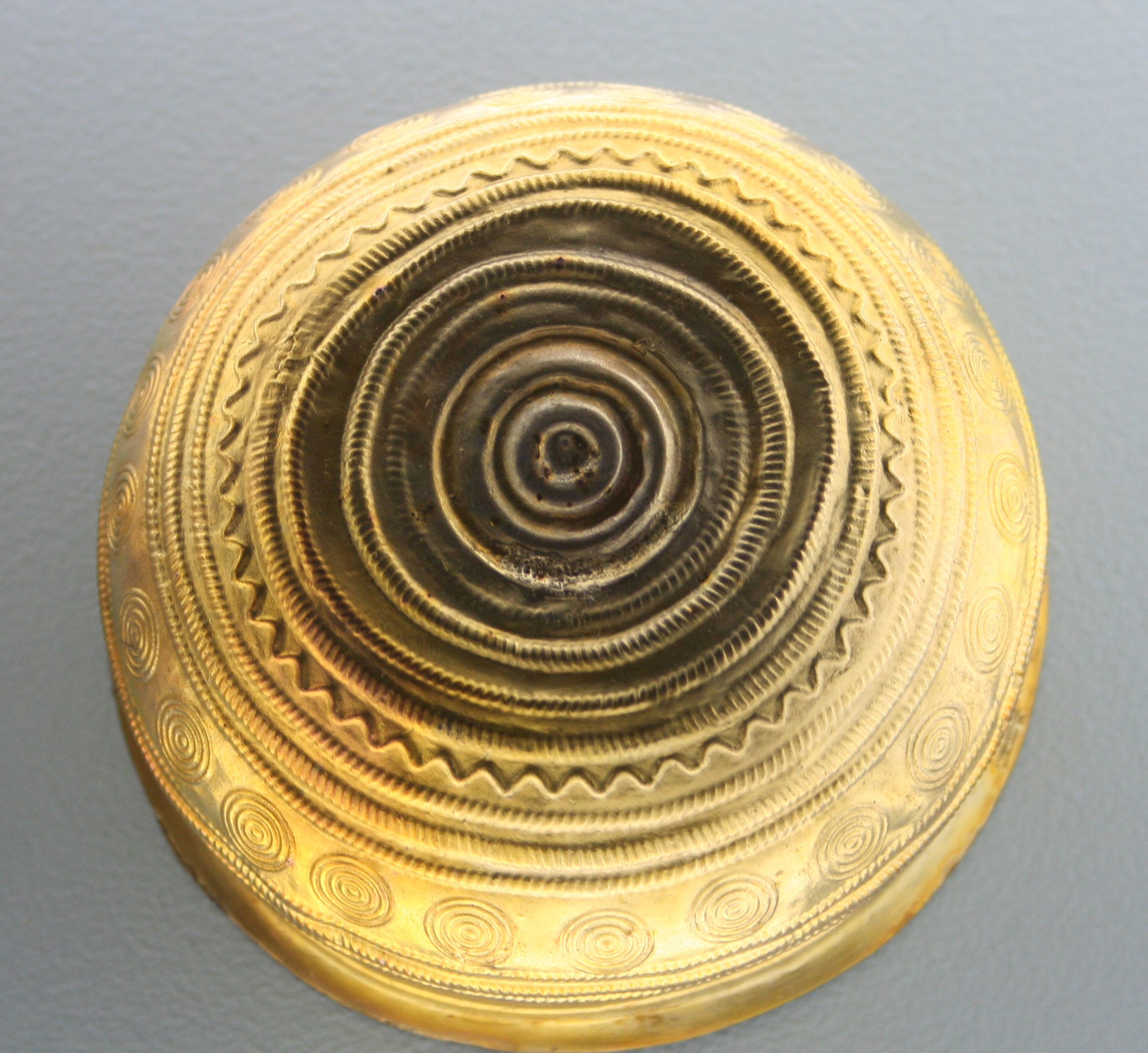
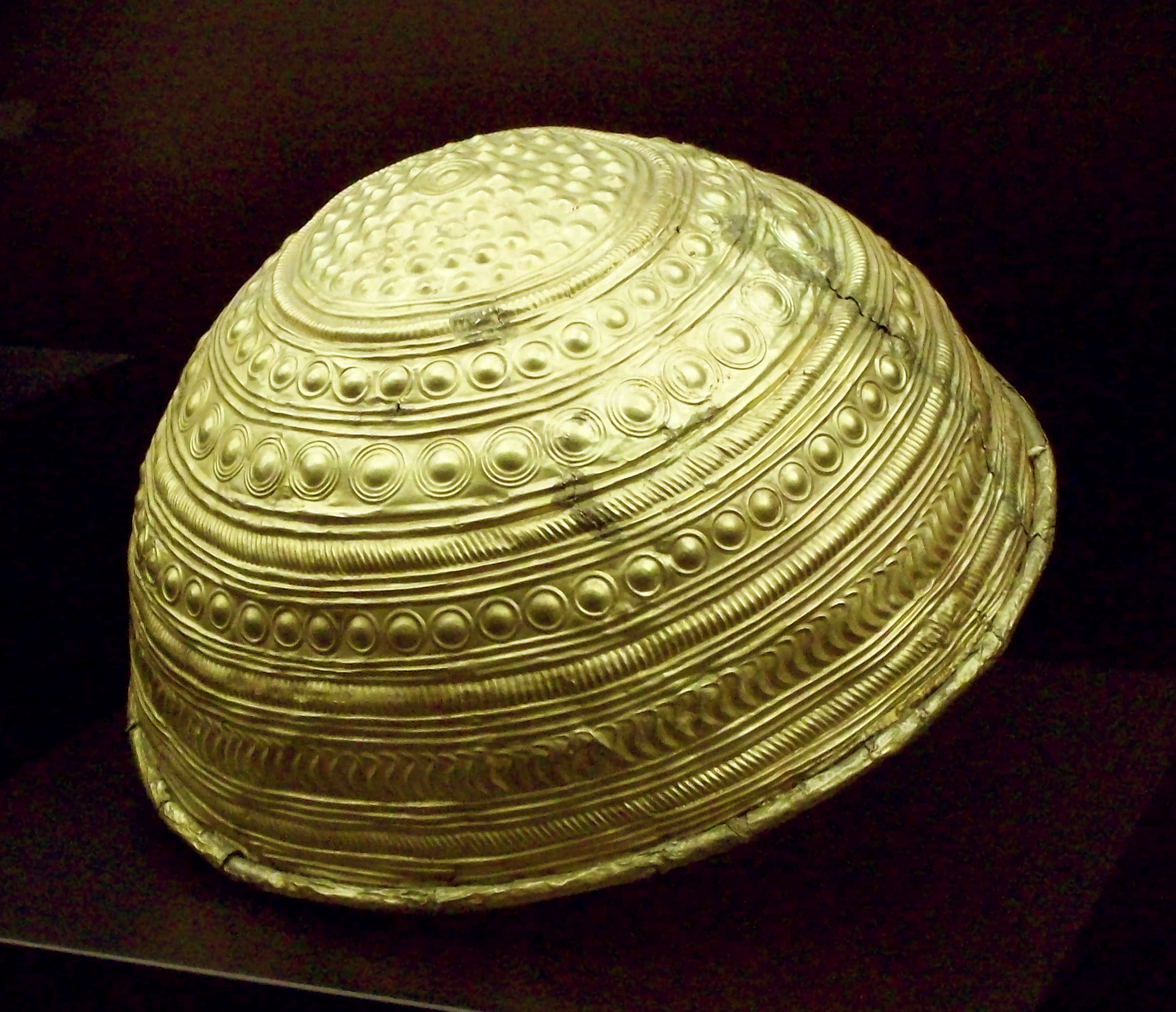
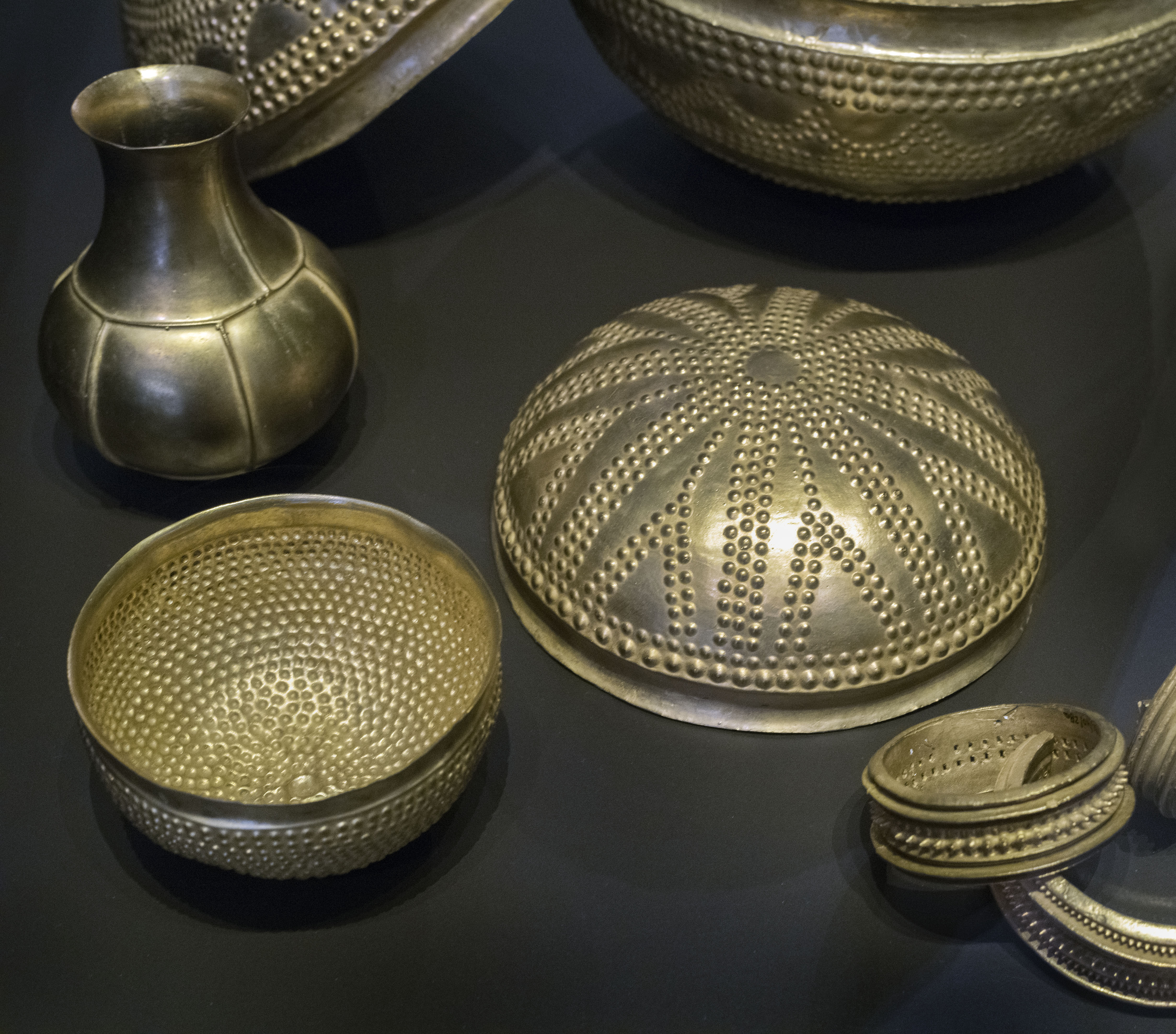

## Estudi
- Carl Schuchhardt: Der Goldfund vom Messingwerk bei Eberswalde . Berlín 1914.